# Eutropis clivicola
Eutropis clivicola là một loài thằn lằn trong họ Scincidae. Loài này được Inger, Koshy & Bakde mô tả khoa học đầu tiên năm 1984.